# Un tramway à Jérusalem
Ne doit pas être confondu avec Tramway de Jérusalem.
Pour plus de détails, voir Fiche technique et Distribution.
Un tramway à Jérusalem (en hébreu Ra'ckevet Kalah), est un film dramatique franco-israélien réalisé par Amos Gitaï, présenté en septembre 2018 lors de la Mostra de Venise et sorti sur les écrans en 2019.

## Fiche technique
- Titre : Un tramway à Jérusalem
- Titre original :
- Réalisation : Amos Gitaï
- Scénario : Amos Gitaï et Marie-José Sanselme
- Directeur de la photographie : Éric Gautier
- Montage : Yuval Orr
- Costumes : Rona Doron
- Musique : Louis Sclavis
- Producteurs :
- Sociétés de production :  AGAV Films et Catherine Dussart Productions
- Pays d'origine :  Israël /  France
- Format : Couleurs
- Genre : Drame
- Durée : 94 minutes
- Dates de sortie :
  - 3 septembre 2018 en Italie lors de la Mostra de Venise 2018 (hors compétition)
  - 3 janvier 2019 en Israël
  - 24 avril 2019 en France

## Distribution
- Yaël Abecassis :
- Mathieu Amalric :
- Lamis Ammar :
- Pippo Delbono :
- Meital Dohan :
- Hana Laszlo :
- Liron Levo : Ilan
- Mustafa Mazi :
- Keren Mor :
- Achinoam Nini :
- Srulik Pniel :
- Yuval Scharf :